# بهار صادقی
بهار صادقی (۱۳۴۸) نویسنده ایرانی است.
بهار صادقی در سال ۱۳۴۸ در شاهرود متولد شد. داستان کوتاهی از او با نام خواب‌های سربی برگزیده دوره سوم جایزه هوشنگ گلشیری در سال ۱۳۸۱ شده‌است. بهاره صادقی دکترای خود را در سال ۲۰۰۴ در رشته مهندسی برق و کامپیوتر از دانشگاه رایس، هیوستون، تگزاس دریافت کرد. او به عنوان یک دانشمند پژوهشی به آزمایشگاه فناوری ارتباطات در شرکت اینتل پیوست. او تحقیقاتی را در زمینه شبکه‌های مش بی‌سیم، تعامل شبکه‌های 3GPP و WiMAX، و اخیراً در حوزه شبکه‌های شخصی که در فرکانس ۶۰ گیگاهرتز کار می‌کنند، انجام داده‌است. (بر اساس سند منتشر شده در ۱۰ اکتبر 2008).
او کتابی نیز با همین نام خواب‌های سربی منتشر کرده‌است که شامل پنج داستان کوتاه به نام‌های مسلخ، عبور، خواب‌های سربی، ماه زده و ازد می‌شود. این کتاب نامزد بهترین مجموعه داستان برای جایزه گلشیری بود. فضاهای داستانی صادقی اغلب وهم‌آلود هستند و به زندگی و مرگ می‌پردازند.
«خواب‌های سربی» به آن دسته از متن‌های گیج و پریشان، که یکسره اعوجاج در متن است، تعلق ندارد؛ بلکه پیچیدگی آن منبعث از پریشانی و اعوجاجی است که از جایی و زمانی، در انسان شروع می‌شود و بر اندام و ذهن می‌پیچد و می‌بالد و گاه از آدمی تنها چیزی که به یاد می‌ماند همان تصویر است. و «خواب‌های سربی» در بازآفرینی این تصویر که بعد خواندن مدت‌ها در یاد می‌ماند، همچون آن پیچک عمل کرده‌است.